# Велико путовање
„Велико путовање” је југословенски кратки филм из 1958. године. Режирао га је Иван Хетрих који је написао и сценарио.

## Улоге
| Глумац      | Улога |
| ----------- | ----- |
| Мато Јелић  |       |
| Иво Кадић   |       |
| Живко Залар |       |